# Брандвахта (остров, архипелаг Норденшельда)
Брандва́хта — остров архипелага Норденшельда. Административно относится к Таймырскому району Красноярского края России.
Расположен в Карском море в западной части архипелага. Входит в состав островов Цивольки, лежит в их восточной части в километре к северу от мыса Укромного, расположенного в центральной части северного побережья острова Красин. В 4 километрах к северо-востоку от Брандвахты находится остров Укромный, в 4,5 километрах к северу — остров Ковалевского, а в 5 с небольшим километрах к северо-западу — остров Маметкул.
Имеет округлую форму диаметром не более 200 метров. Существенных возвышенностей нет. Глубина моря у берегов острова резко увеличивается и уже в нескольких сотнях метров достигает 20 метров.